# Keratoisis squarrosa
Keratoisis squarrosa is een zachte koraalsoort uit de familie Isididae. De koraalsoort komt uit het geslacht Keratoisis. Keratoisis squarrosa werd in 1915 voor het eerst wetenschappelijk beschreven door Kükenthal. 